# Capela do Paço da Bemposta
A Capela do Paço da Bemposta é uma capela situada no Paço da Bemposta, freguesia de Arroios, em Lisboa, estando inserida nas instalações usadas pela Academia Militar.
Está classificada como monumento nacional desde 2002.

## História
O Paço foi edificado no começo do século XVIII, pela filha de D. João IV, D. Catarina, após terem sido adquiridos terrenos no sítio da Bemposta, em 1701. O local estava fora da capital, à época. Surgiu do desejo de D. Catarina em ter residência própria, tendo sido contratado João Antunes para executar a traça da respectiva capela, que foi dedicada a Nossa Senhora da Conceição.
Depois do terramoto de 1755, o paço ficou bastante danificado. A reconstrução foi efectuada por Manuel Caetano de Sousa, arquitecto da Casa do Infantado. A capela foi reconstruída de raiz.
A capela tem uma planta rectangular, com fachada imponente. Existe uma escadaria à entrada e estátuas de mármore preenchem um vestíbulo, que representam Santa Isabel e São João Baptista e executadas por José de Almeida e Barros Laborão.
No interior, pinturas de Pedro Alexandrino decoram a abóbada da nave e o tecto da capela-mor. Existe um painel que representa Nossa Senhora da Conceição, localizado no altar-mor, de autoria de José Troni. O pavimento é elaborado em mosaico policromático.